# I'll Be Gone (bài hát của Linkin Park)
"I'll Be Gone" là một bài hát của ban nhạc rock người Mỹ Linkin Park trong album phòng thu thứ 5 của họ, Living Things. Bài hát được sáng tác bởi ban nhạc và được sản xuất bởi ca sĩ Mike Shinoda và nhà sản xuất Rick Rubin. Bài hát có phần trình diễn nhạc cụ dây của nhà soạn nhạc Owen Pallett từ Arcade Fire. Nó lọt vào Bảng xếp hạng đĩa đơn nhạc rock của Vương quốc Anh ở vị trí thứ 26 và được thêm vào danh sách phát của đài nhạc rock hiện đại tại Los Angeles là KROQ vào ngày 5 tháng 12 năm 2012.

## Biên soạn
"I'll Be Gone" được cho là sẽ khiến tinh thần của bạn chán nản do cảm giác trầm cảm của ca khúc. AltSounds mô tả bài hát là một "bản guitar nặng với phần trống vững chắc của Rob" và "được xây dựng dựa trên âm hưởng tương lai khá đặc trưng của họ". Billboard cho rằng ca khúc này là một "bản nhạc hấp dẫn gợi nhớ đến những anh hùng nhạc rock hiện đại thập niên 90 như Alice In Chains và Stone Temple Pilots." 

## Đón nhận
Loudwire cho rằng nhóm đã tỏa sáng với bài "I'll Be Gone" và bài hát cho thấy "tính 2 mặt trong lời bài hát có thể được áp dụng cho cả mối quan hệ cá nhân hoặc dấu ấn của chính chúng ta trên thế giới mà chúng ta để lại sau khi rời khỏi kiếp phàm trần này." 

## Nhân sự
- Chester Bennington - ca sĩ chính
- Mike Shinoda - đàn organ, guitar đệm, piano
- Brad Delson - guitar chính
- Dave Farrell - guitar bass
- Joe Hahn - bàn xoay, sampler
- Rob Bourdon - trống, bộ gõ

## Xếp hạng
| Bảng xếp hạng (2012)                       | Vị trí cao nhất |
| ------------------------------------------ | --------------- |
| UK Rock (Công ty Bảng xếp hạng Chính thức) | 26              |